# Clara Westhoff

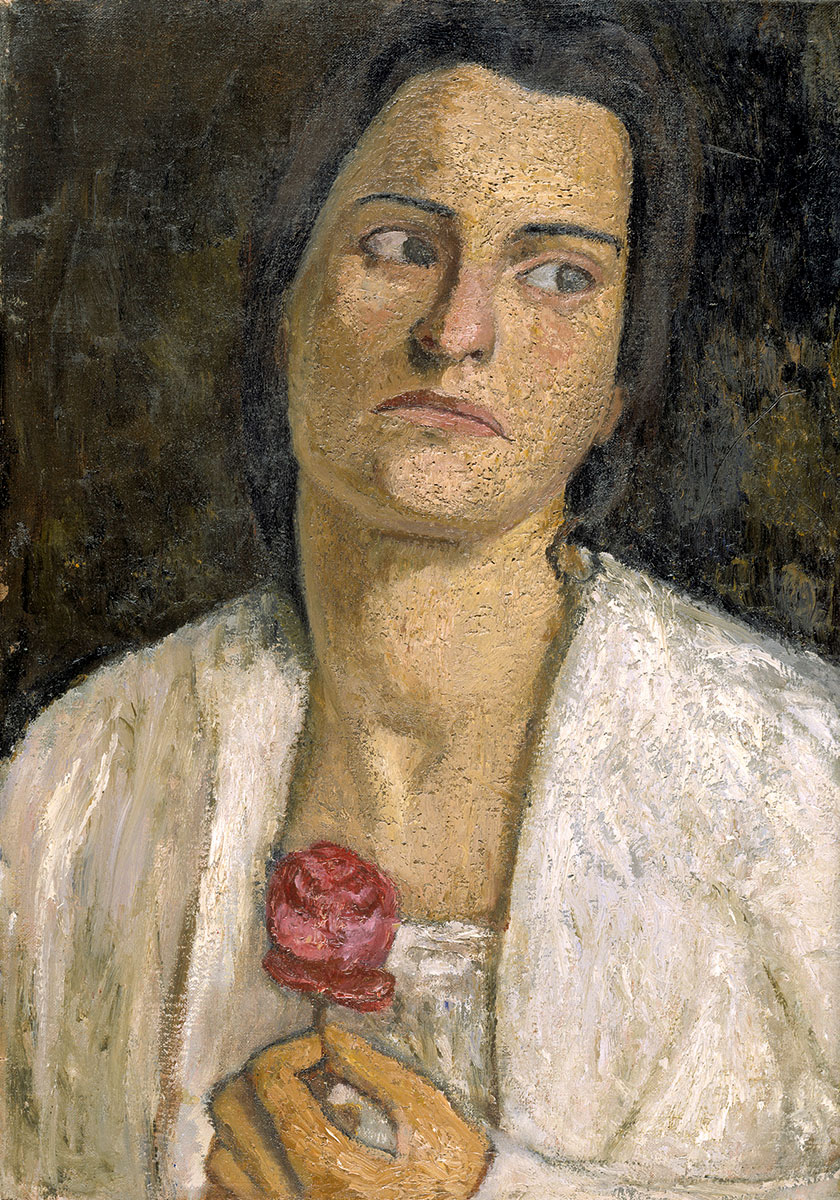
Clara Rilke-Westhoff, Gemälde von Paula Modersohn-Becker, 1905 (Hamburger Kunsthalle)

Clara Rilke, geb. Clara Henriette Sophie Westhoff (* 21. November 1878 in Bremen; † 9. März 1954 in Fischerhude) war eine deutsche Bildhauerin und Malerin, die sich durch ihre vielseitigen künstlerischen Werke, darunter Porträtbüsten und malerische Darstellungen, einen Namen machte. Sie trug maßgeblich zur Kunstszene ihrer Zeit bei, insbesondere durch ihre enge Verbindung zur Künstlerkolonie Worpswede. Sie war die Ehefrau von Rainer Maria Rilke.

## Leben

Büste von Rainer Maria Rilke (1936)

Kuh im Wasser; Öl auf Karton/Hartfaser

### Kindheit und Jugend
Clara Westhoff wuchs als Tochter des Kaufmanns Friedrich Westhoff (1840–1905) und dessen Ehefrau Johanna, geb. Hartung (1856–1941) aus Weischlitz in Bremen-Oberneuland mit zwei Brüdern auf, unter ihnen der Maler Helmuth Westhoff (1891–1977).

### Ausbildung als Malerin und Bildhauerin in München, Worpswede, Leipzig und Paris
Im Alter von siebzehn Jahren zog Westhoff nach München und besuchte dort die private Malschule von Friedrich Fehr und Ludwig Schmid-Reutte und wurde in Kopf-, Akt- und Landschaftsmalerei unterrichtet. 1898 nahm sie bei Fritz Mackensen in Worpswede Zeichen- und Modellierunterricht. In Worpswede freundete sie sich unter anderem mit Otto Modersohn und Paula Modersohn-Becker an und war häufig Gast auf dem Barkenhoff des Künstlers Heinrich Vogeler und seiner Frau Martha. Dort lernte sie 1900 auch ihren späteren Ehemann, den Dichter Rainer Maria Rilke, kennen.
1899 setzte Westhoff bei Carl Seffner und Max Klinger in Leipzig sowie 1900 an der Académie Julian in Paris ihre Ausbildung als Bildhauerin fort; dort arbeitete sie auch bei Auguste Rodin.

### Ehe mit Rilke

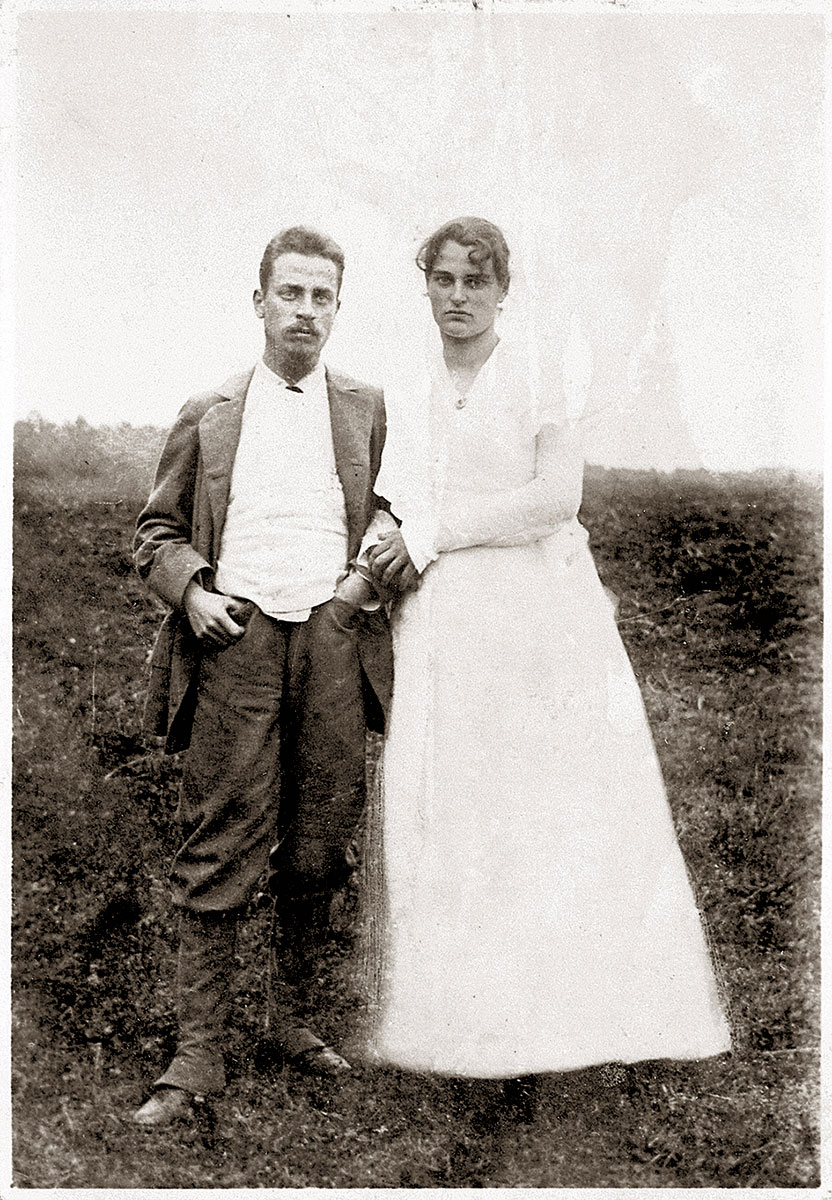
Rainer Maria Rilke und Clara Rilke-Westhoff (1901)

Am 28. April 1901 heiratete sie in Bremen Rainer Maria Rilke, und sie zogen nach Westerwede, ein Nachbardorf von Worpswede. Dort hatte Rilke ein Haus gekauft, für dessen Innenausstattung sein Freund Heinrich Vogeler gesorgt hatte. Am 12. Dezember 1901 kam die gemeinsame Tochter Ruth auf die Welt.

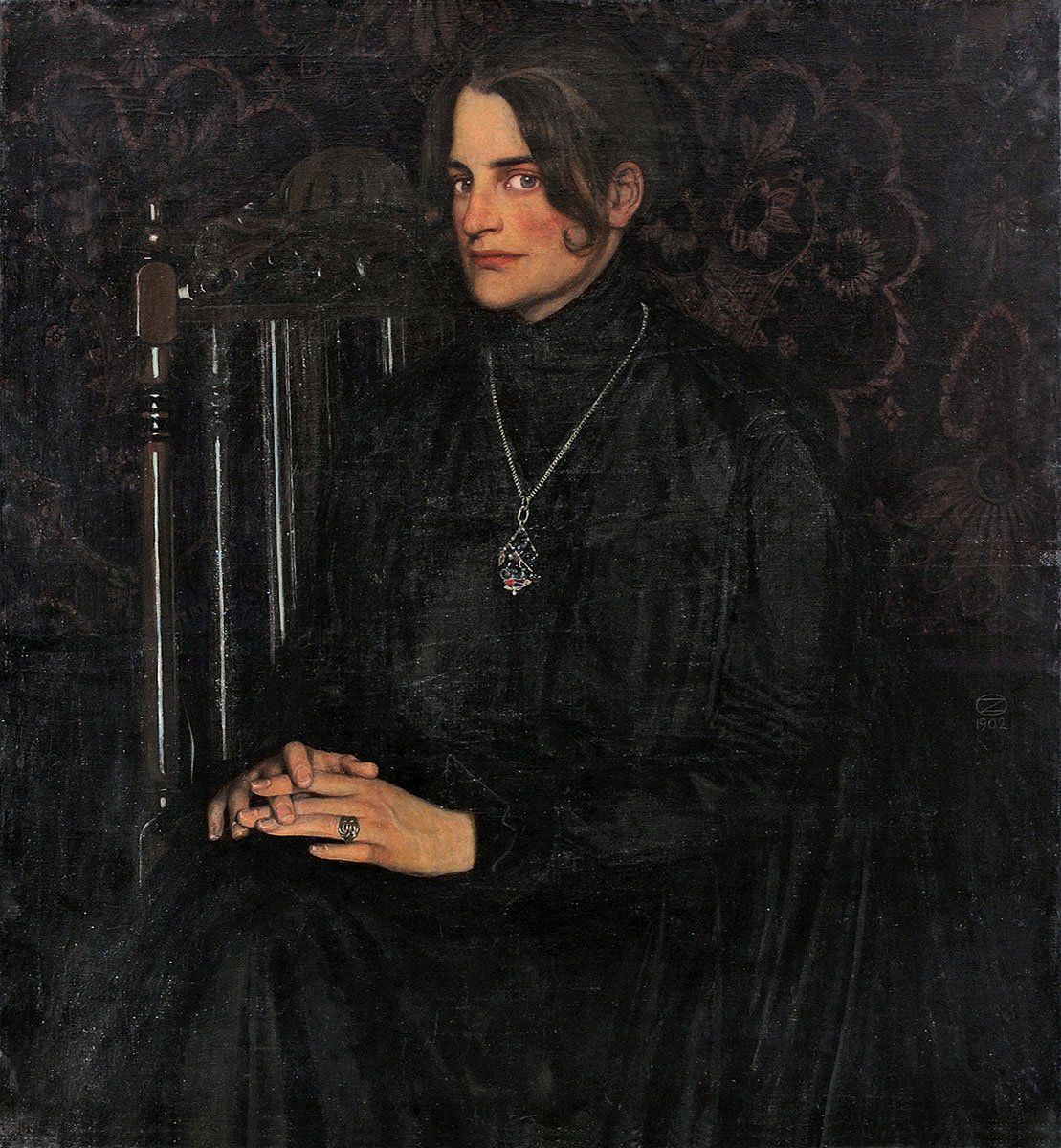
Clara Rilke-Westhoff, Gemälde von Oskar Zwintscher, 1902

Im Sommer 1902 gab Rilke die gemeinsame Wohnung auf und zog nach Paris, um dort eine Monografie über Auguste Rodin zu verfassen. Westhoff folgte ihm kurze Zeit später und brachte die Tochter zu den Großeltern. Den Winter 1903 verbrachten sie in Rom in der Villa Strohl-Fern. Rilke wohnte im „Studio al Ponte“, das ihm der Maler Otto Sohn-Rethel, ein Freund der Maler der Künstlerkolonie Worpswede, überlassen hatte. Clara Westhoff bewohnte auf dem Gelände ein eigenes Studio in Sichtweite. Sie brach den dortigen Aufenthalt ab, um zurück zu ihrer Tochter nach Bremen zu reisen. Die Ehe war zerbrochen, das Paar war nicht für ein bürgerliches Familienleben geschaffen. Eine freundschaftliche Beziehung zwischen Rilke und Clara Westhoff blieb bestehen.

### Künstlerisches Schaffen und Atelier in Fischerhude
Westhoff schuf unter anderem die bekannte Porträtbüste Rilkes (1901, Gips auf Gipssockel), 1902 eine Büste von Heinrich Vogeler und elf Jahre später ein Bildnis der Schriftstellerin Ricarda Huch (1912, Bronze), die aber damals von Clara Westhoff verlangte, die Büste ohne Nennung ihres Namens auszustellen, weil sie sich zu alt dargestellt sah.

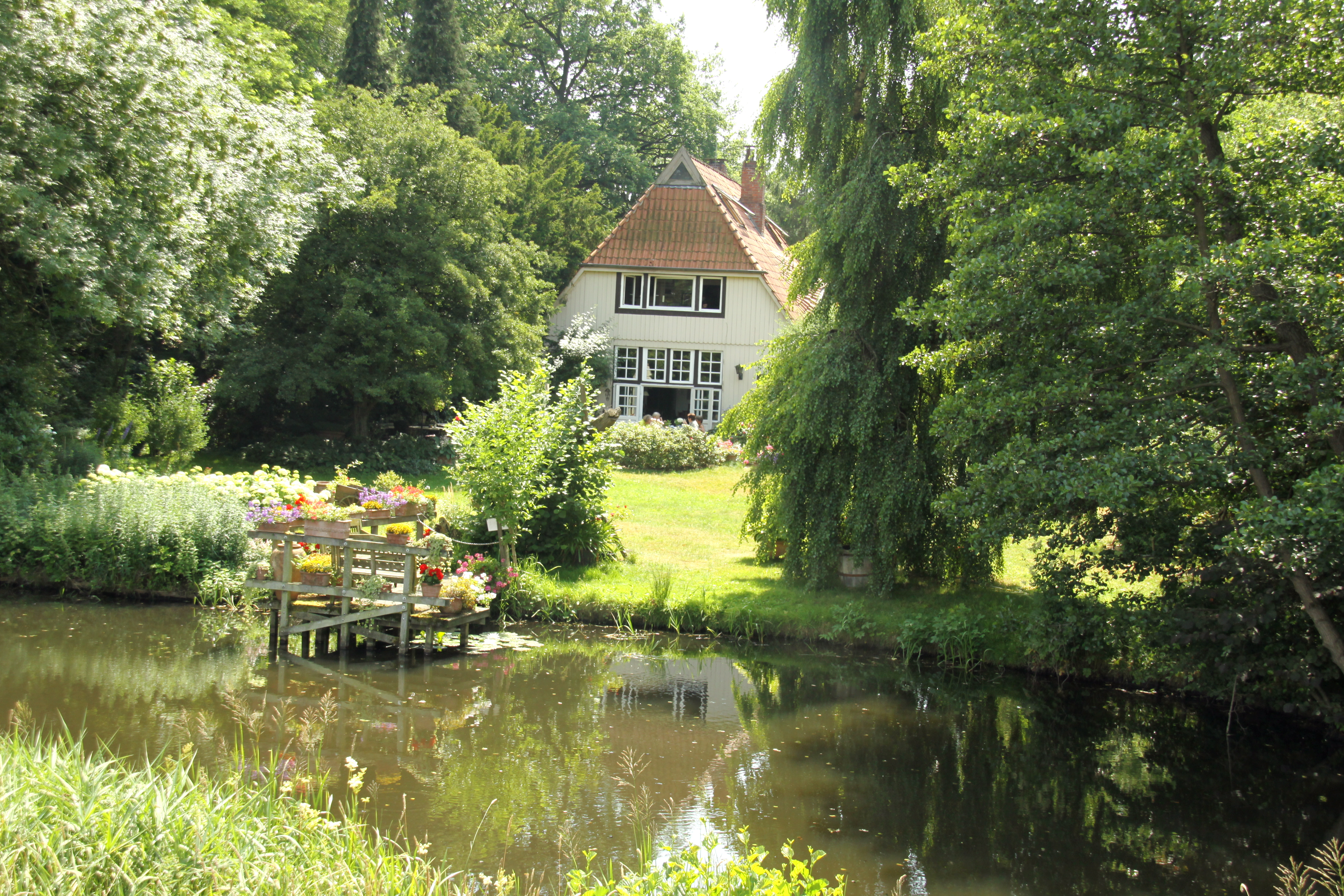
„Café Rilke“ im ehemaligen Wohnhaus in (Fischerhude)

1919 siedelte Westhoff mit ihrer Tochter nach Fischerhude über, wo sie bis zu ihrem Tod lebte. Für ihr von Rilke finanziertes Wohnhaus mit Atelier schuf er den Hausspruch: „Da vieles fiel, fing Zuversicht mich an, die Zukunft gebe, dass ich darf, ich kann!“ In dem Gebäude ist heute das „Café Rilke“ untergebracht.

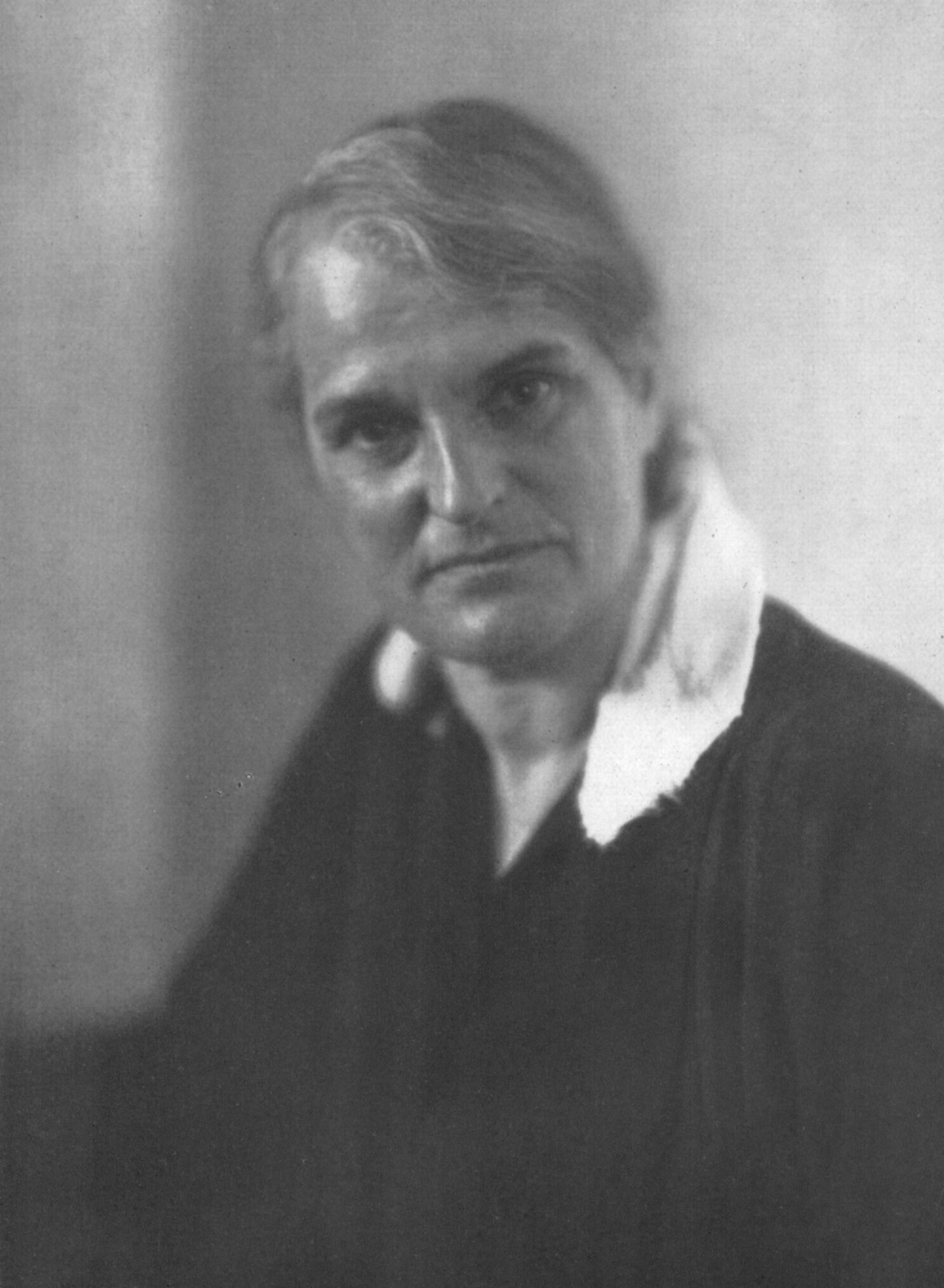
Clara Rilke-Westhoff (um 1930)

Um 1925 wandte sich Westhoff der Malerei zu, sodass neben ihrem plastischen Werk ein ebenso umfassendes malerisches Werk entstand.
Von 1927 bis 1929 nahm sie zusammen mit ihrem Bruder Helmut Unterricht bei Arthur Segal in Berlin. Erst Mitte der 1930er Jahre wandte sie sich wieder der Bildhauerei zu und schuf „hauptsächlich Porträts von Freunden und Bekannten, 1936 auch eine posthume Rilke-Büste, mit der ihr größter öffentlicher Erfolg beschieden war. Sie wurde 1937 auf der Großen Deutschen Kunstausstellung in München gezeigt. Ein Exemplar erwarb die Reichskanzlei, ein zweites die Berliner Nationalgalerie“.
Schon vor der Trennung von Rilke hatte sie Interesse an religiösen Fragen, die letztlich zu ihrer Mitgliedschaft in der religiösen Sondergemeinschaft »Christian Science« führten.
In der Zeit des Nationalsozialismus beteiligte sie sich an großen Ausstellungen, u. a. im Gästehaus der Reichsfrauenführung in Berlin. Sie war Mitglied der Reichskammer der bildenden Künste.

### Tod und posthume Rezeption

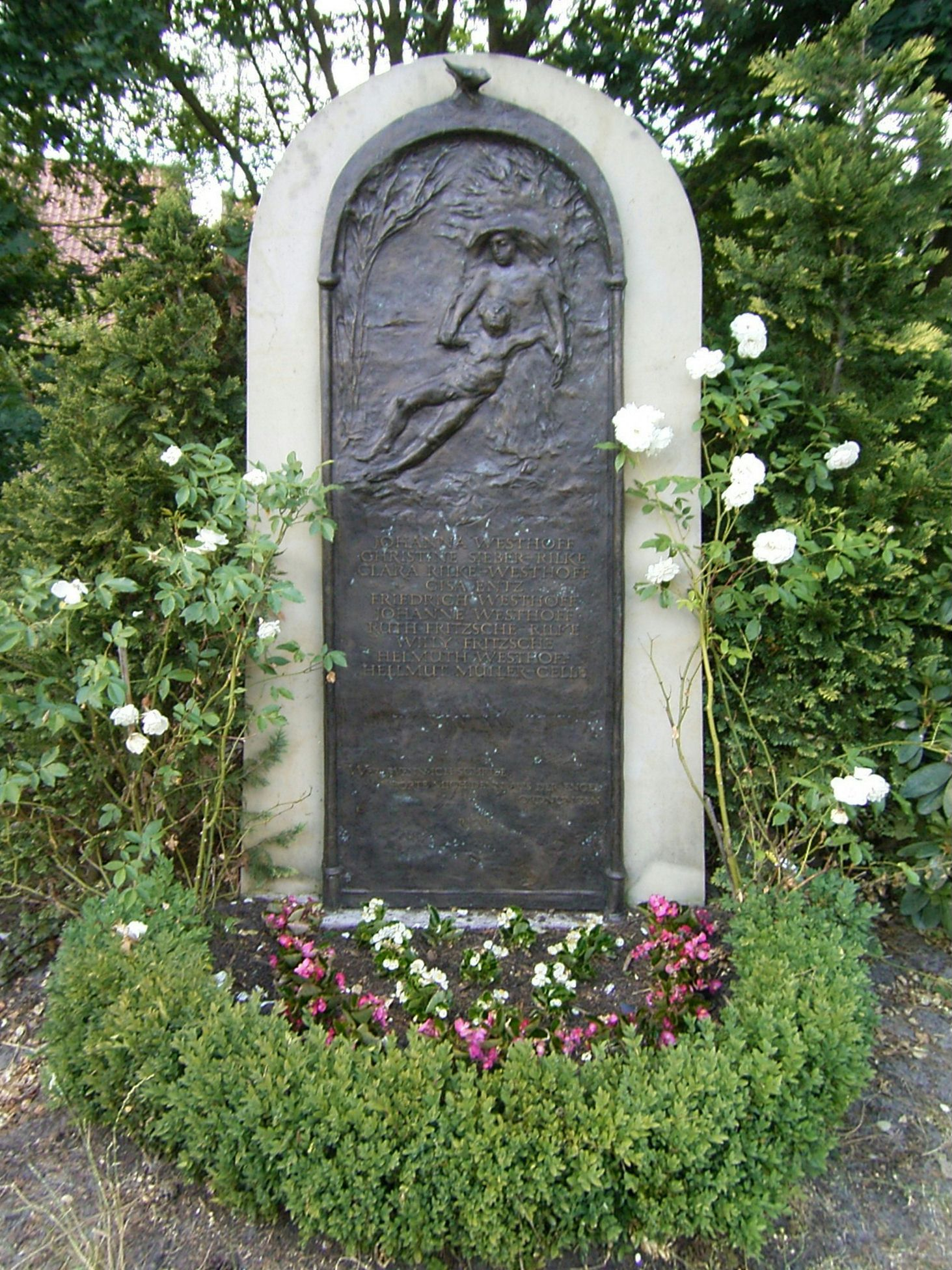
Familiengrabstelle Clara Rilke-Westhoff, Fischerhuder Friedhof

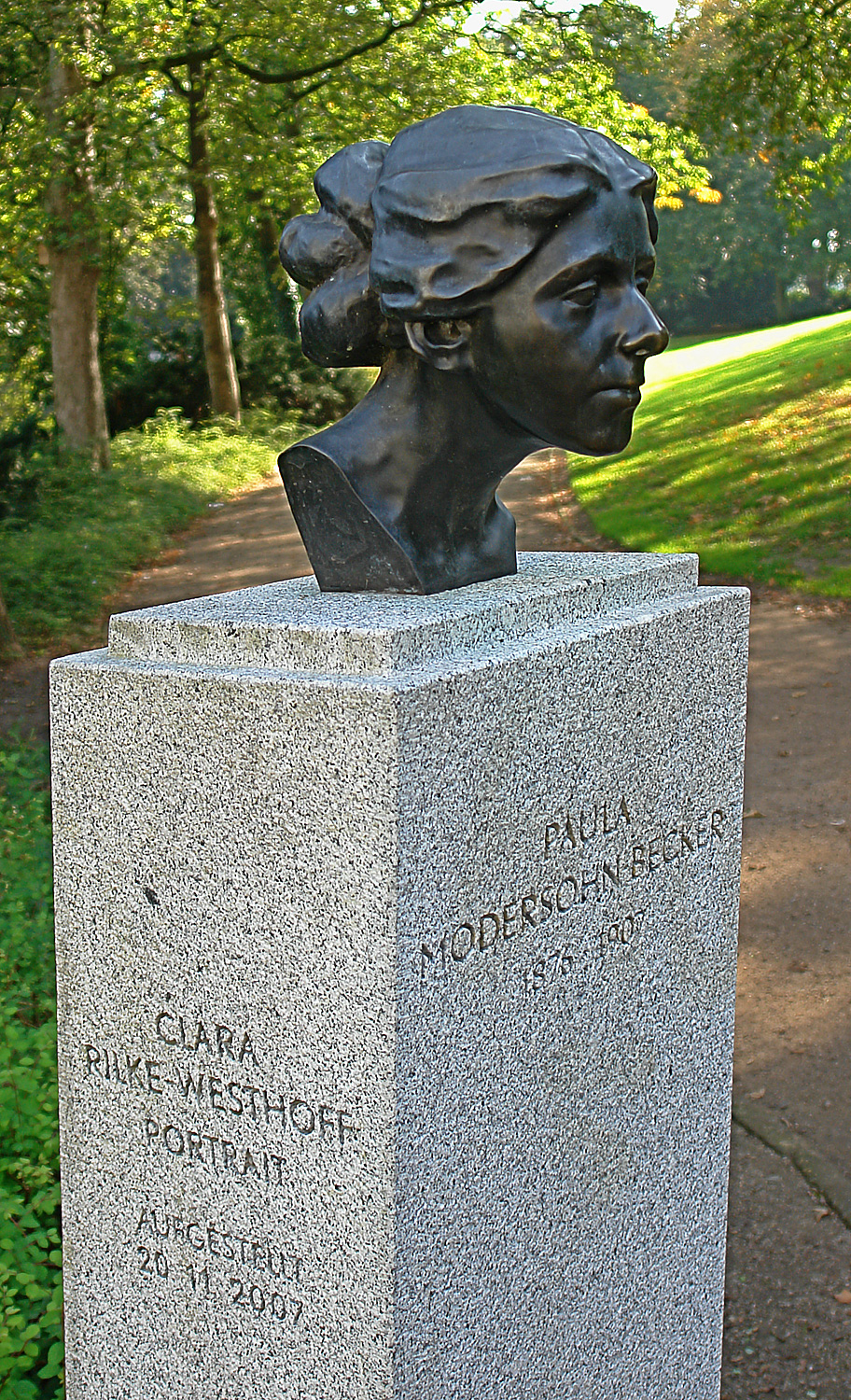
Büste von Paula Modersohn-Becker, geschaffen von Westhoff 1899, als Bronzeskulptur 2007 zum 100. Todestag von Paula Modersohn-Becker in den Bremer Wallanlagen aufgestellt

Im März 1954 starb Clara Westhoff im Alter von 75 Jahren im Bremer Rote-Kreuz-Krankenhaus; sie wurde auf dem Friedhof in Fischerhude beigesetzt.
Bald nach ihrem Tod geriet sie, wie viele Frauen in der Kunst, in Vergessenheit. Ihre Werke befanden sich in privater Hand oder waren in verschiedenen Depots der Öffentlichkeit kaum zugänglich. Marina Sauer leitete mit ihrer 1986 erschienenen Biografie eine Wiederentdeckung der Künstlerin ein. Sie befreite Clara Westhoff aus dem Schattendasein als Ehefrau Rilkes und als Freundin Paula Modersohn-Beckers. Clara Westhoff gilt heute als eine Pionierin der weiblichen Bildhauerei in Deutschland.

## Ausstellungen (unvollständig)
- 1899: gemeinsam mit Paula Modersohn-Becker in der Kunsthalle Bremen
- 1937: Große Deutsche Kunstausstellung, München (mit einer Bronzebüste Rilkes)[12]
- 1939: Bremen, erste große Einzelausstellung[13]
- 1940: Celle, Schloss Celle („Große Kunstausstellung des Gaues Ost-Hannover“)
- 1941: Berlin, Gästehaus der Reichsfrauenführung („Künstlerisches Frauenschaffen der Gegenwart“)
- 1941: Düsseldorf, Kunsthalle („Die deutsche Malerin und Bildhauerin“)
- 1942: Hannover („110. Große Kunstausstellung“ des Künstlervereins Hannover)
- 1986: Clara Rilke-Westhoff, Georg-Kolbe-Museum, Berlin
- 2002: Clara Rilke-Westhoff, Buthmanns Hof, Fischerhude
- 2003: Rücksichtslos geradeaus malend. Marie Bock, Clara Rilke-Westhoff, Paula Modersohn-Becker; Ludwig Roselius Museum, Bremen
- 2007: Künstlerkolonie Worpswede. Ein Stück vom Himmel?, Städtische Galerie Bietigheim-Bissingen
- 2009: Noble Gäste, Meisterwerke der Kunsthalle Bremen, Große Kunstschau Worpswede, Worpswede
- 2011: Frauen im Aufbruch, Untere Rathaushalle, Bremen
- 2015: Die Malweiber von Paris – Deutsche Künstlerinnen im Aufbruch, Edwin Scharff Museum, Neu-Ulm

## Ehrungen
Im Bremer Stadtteil Oberneuland wurde der Rilke-Westhoff-Weg nach ihr benannt.